# Les Tretze Roses
|  | Per a altres significats, vegeu «Las 13 rosas». |

Les Tretze Roses és el nom col·lectiu que es va donar a un grup de tretze noies republicanes, la majoria membres de les Joventuts Socialistes Unificades (JSU), afusellades pel règim franquista a Madrid, el 5 d'agost de 1939, poc després d'haver-se acabat la Guerra Civil espanyola. Tenien entre divuit i vint-i-nou anys.

## Història
Després de l'ocupació de Madrid per l'exèrcit franquista i la fi de la Guerra Civil Espanyola, les Joventuts Socialistes Unificades van intentar reorganitzar-se clandestinament sota la direcció de José Pena Brea, de 21 anys. Els dirigents del Partit Comunista d'Espanya (PCE) i les JSU havien abandonat Espanya i havien deixat l'organització en mans de militants poc significatius, que esperaven passar més desapercebuts. José Pena, secretari general del comitè provincial de les JSU, va ser detingut per una delació i obligat, mitjançant tortures, a donar tots els noms dels col·laboradors i a signar una declaració preparada.
Roberto Conesa, un policia infiltrat en l'organització, va preparar la seva caiguda. Posteriorment, com a comissari de la Brigada Político-Social franquista i, també durant els primers anys de la democràcia, va ocupar un càrrec important en la policia. D'aquesta manera, gairebé tota l'organització clandestina va caure, sense cap possibilitat de reorganitzar-se. La major part dels detinguts encara no havien tingut temps d'integrar-se en l'organització o amb prou feines acabaven de fer-ho. A la captura dels militants, hi va ajudar el fet que els fitxers de militants del PCE i les JSU no s'havien pogut destruir a causa del cop d'estat del coronel Casado i van ser requisats pels militars franquistes en ocupar Madrid. Entre els detinguts hi havia les Tretze Roses, que van ser detingudes i conduïdes primer a instal·lacions policials, on van ser torturades, i després a la Presó Presó de dones de Ventas, dissenyada per a 450 persones i on se n'amuntegaven unes unes 4.000 en aquells moments.
El 29 de juliol, Isaac Gabaldón, comandant de la Guàrdia Civil, inspector de policia militar de la Primera Regió Militar i encarregat de l'Arxiu de Maçoneria i Comunisme (que agrupava els documents recopilats per l'exèrcit de Franco en el seu avanç durant la guerra), la seva filla de 18 anys i el seu xofer van ser assassinats a Talavera de la Reina, en un atemptat comès per tres militants de les JSU. En el consell de guerra que es va celebrar el 3 d'agost (expedient 30.426) van ser jutjats 57 membres de les JSU, 14 dels quals eren dones. Entre els acusats hi havia els tres assassins de Gabaldón, mentre que, de la resta, la majoria havien estat detinguts abans de l'atemptat.En aquell judici es van dictar 56 penes de mort, i només se'n va alliberar una de les dones. Els acusats que no havien participat directament en l'atemptat contra Gabaldón van ser acusats de reorganitzar les JSU i el PCE per cometre actes delictius contra l'«ordre social i jurídic de la nova Espanya» i condemnats per «adhesió a la rebel·lió». La majoria de les execucions (incloent-hi les de les Tretze Roses) van tenir lloc la matinada del 5 d'agost de 1939, al costat de la tàpia del cementiri de La Almudena de Madrid, a 500 metres de la presó de Las Ventas. L'endemà van ser afusellats els autors materials de l'atemptat.
Nou de les joves afusellades eren menors d'edat, ja que en aquella època la majoria d'edat estava establerta als vint-i-tres anys.

### Les Tretze Roses

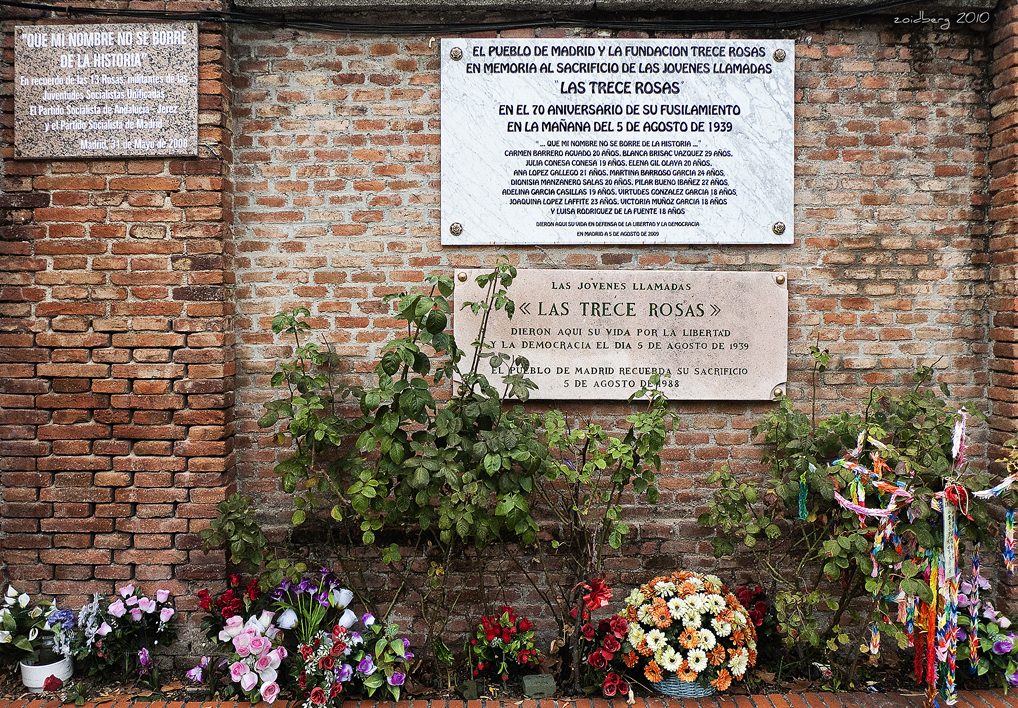
Monument a "Las Trece Rosas" en el cementiri de La Almudena de Madrid.

- Monument a "Las Trece Rosas" en el cementiri de La Almudena de Madrid.Carmen Barrero Aguado (20 anys, modista). Treballava des dels 12 anys, després de la mort del seu pare, per ajudar a mantenir la família, en la què hi havia 8 germans més, 4 més petits que ella. Militant del PCE, després de la guerra va esser la responsable femenina del partit a Madrid. La van detenir el 16 de maig de 1939.

- Martina Barroso García (24 anys, modista). En acabar la guerra va començar a participar en l'organització de les JSU de Chamartín. Anava al descampat que hi havia davant de la Ciutat Universitària a recollir clandestinament armes i municions. Es conserven algunes de les cartes originals que va escriure al seu xicot i a la seva família des de la presó.

- Blanca Brisac Vázquez (29 anys, pianista). La més gran de totes tretze. Era mare d'un nen. No tenia cap militància política. Era catòlica i votant de dretes. Va ser detinguda per haver-se relacionat amb un músic membre del Partit Comunista. La matinada del 5 d'agost de 1939 va escriure una carta al seu fill, que no la va rebre dels seus familiars (tots de dretes) fins al cap de 16 anys i que encara es conserva.

- Pilar Bueno Ibáñez (27 anys, modista). En començar la guerra es va afiliar al PCE i va treballar com a voluntària en les cases-bressol (on recollia orfes i fills de milicians que anaven al front). Va ser nomenada secretària d'organització de Radio Norte. En acabar-se la guerra es va encarregar de la reorganització del PCE en vuit sectors de Madrid. La van detenir el 16 de maig de 1939.

- Julia Conesa Conesa (19 anys, modista). Nascuda a Oviedo. Vivia a Madrid amb la seva mare i les seves dues germanes. Es va afiliar a les JSU per les instal·lacions esportives de què disposaven cap al final del 1937, i es va ocupar de supervisar-les. Aviat es va posar a treballar com a cobradora de tramvies, ja que la seva família necessitava diners, i va deixar el contacte amb les JSU. Va ser detinguda el maig del 1939 per la denúncia d'un company del seu xicot. La van detenir mentre estava cosint a casa seva.

- Adelina García Casillas (19 anys, activista). Militant de les JSU i membre de la Unió de Xiques. Filla d'un guàrdia civil vidu. Li van enviar una carta a ca seva en què s'afirmava que sols volien fer-li un interrogatori ordinari. Es va presentar de manera voluntària, però ja no va tornar a casa. Va ingressar a la presó el 18 de maig de 1939.

- Elena Gil Olaya (20 anys, activista). Va ingressar a les JSU el 1937. En acabar-se la guerra va començar a treballar en el grup de Chamartín.

- Virtudes González García (18 anys, modista). Amiga de María del Carmen Cuesta (15 anys, membre de les JSU i supervivent de la presó de Las Ventas). El 1936 es va afiliar a les JSU, on va conèixer Vicente Ollero, que va acabar essent el seu company. Va ser detinguda el 16 de maig de 1939, denunciada per un company seu sota tortura.

- Ana López Gallego (21 anys, modista). Militant de les JSU. Durant la guerra va ser secretària de Radio Chamartín. El seu xicot, que també era comunista, li va proposar anar-se'n a França, però ella va decidir romandre amb els seus tres germans petits a Madrid. La van detenir el 16 de maig, però no la van portar a la presó de dones de Las Ventas fins al 6 de juny. S'explica que no va morir en la primera ronda de trets i que va demanar «És que a mi no em maten?».

- Joaquina López Laffite (23 anys, secretària). El setembre del 1936 es va afiliar a les JSU. Se li va encomanar la secretaria femenina del Comitè Provincial clandestí. Va ser denunciada per Severino Rodríguez (número dos de les JSU). La van detenir el 18 d'abril de 1939 a ca seva, al costat dels seus germans. La van portar a un xalet on la van acusar de ser comunista, però ignoraven el càrrec que ocupava. Joaquina va reconèixer la seva militància durant la guerra, però no pas en el moment dels fets. No la van portar a Las Ventas fins al 3 de juny, malgrat haver estat una de les primeres detingudes.

- Dionisia Manzanero Salas (20 anys, modista). Es va afiliar al Partit Comunista l'abril del 1938, després que un obús va matar la seva germana i uns nois que jugaven en un descampat. En acabar la guerra va ser l'enllaç entre els dirigents comunistes a Madrid. La van detenir el 16 de maig de 1939.

- Victoria Muñoz García (18 anys, activista). Es va afiliar amb 15 anys a les JSU. Pertanyia al grup de Chamartín. Era la germana de Gregorio Muñoz, responsable militar del grup del sector de Chamartín de la Rosa. Va arribar a Las Ventas el 6 de juny de 1939.

- Luisa Rodríguez de la Fuente (18 anys, sastressa). Va entrar en les JSU el 1937, però no hi va ocupar cap càrrec. Li van proposar crear un grup, però quan la van detenir no havia aconseguit convèncer ningú més que el seu cosí. Va reconèixer la seva militància durant la guerra, però no pas en el moment dels fets. A l'abril la van traslladar a Las Ventas i va ser la primera de les Tretze Roses a entrar a la presó.

## Memòria històrica

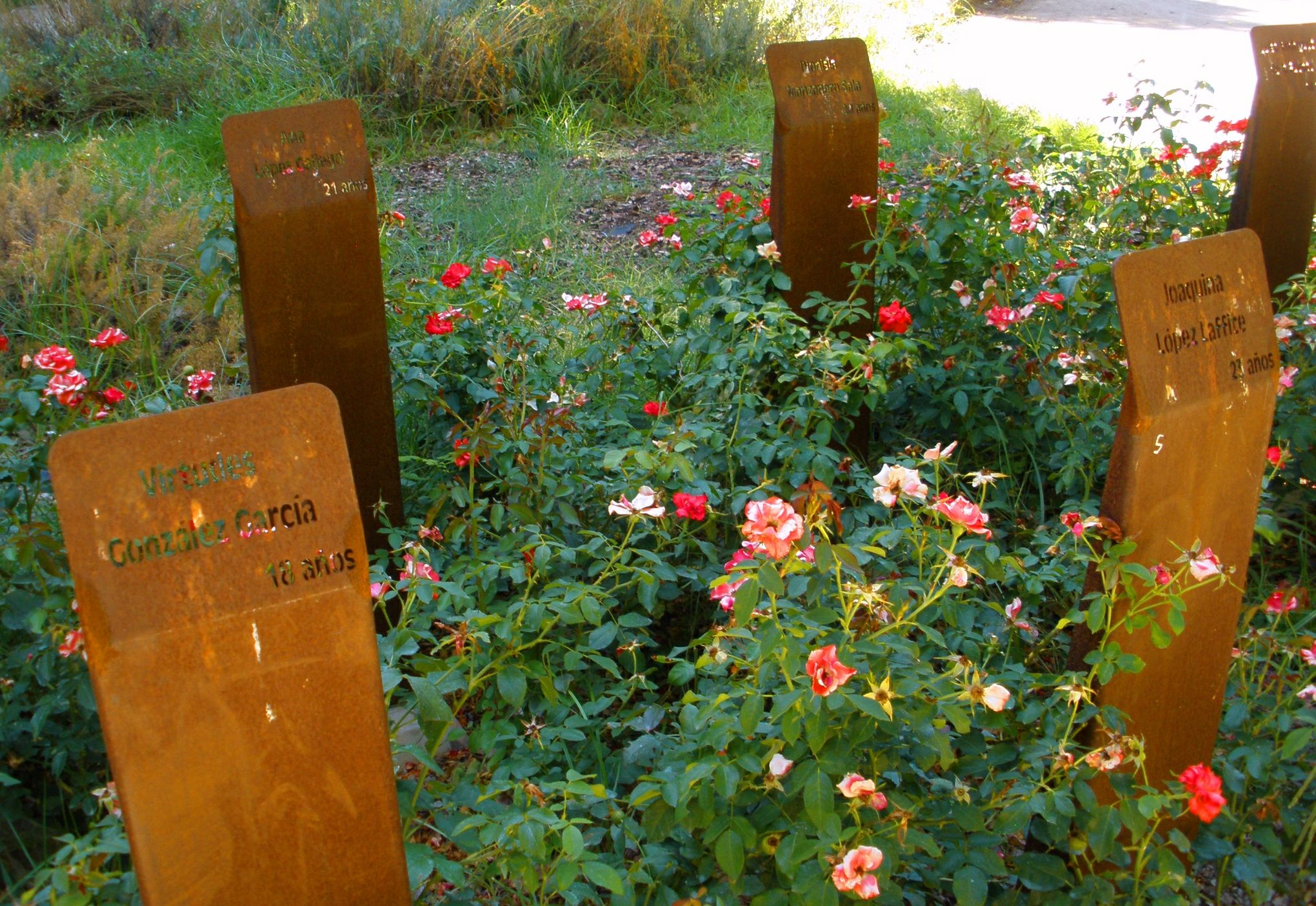
Glorieta de las 13 Rosas, en el "Parque Grande José Antonio Labordeta" de Zaragoza

### Literatura
Encara que el 1985 l'esdeveniment va ser investigat pel periodista Jacobo García, fou l'escriptor Jesús Ferrero qui, en novel·lar-lo en el seu llibre del 2003 Las trece rosas, va tornar a desvetllar l'interès per la seva memòria. El 2004 va aparèixer el llibre Trece Rosas Rojas, del periodista Carlos Carlos Carlos Fonseca, en què es documenten els fets relatius als intents de reorganització de les JSU i la captura, empresonament i execució de les Tretze Roses. Durant el 2006, la periodista i escriptora Ángeles López va publicar Martina, la rosa número trece, centrada en la historia de Martina Barroso, una de les «roses», a mig camí entre la novel·la i el rigor històric.
En la primera dècada del segle xxi, el jutge Baltasar Garzón va obrir una investigació general sobre les víctimes del franquisme, però posteriorment es va inhibir a favor dels organismes judicials provincials. Posteriorment va ser inhabilitat pel Tribunal Suprem acusat d'haver obert aquesta i d'altres investigacions sense tenir-hi competències.
El gener del 2004, Julián Fernández del Pozo va escriure el poema titulat Homenaje a las Trece Rosas, en honor seu.

### Espectacles
El 2005, la companyia de dansa Arrieritos va crear un espectacle en homenatge a aquestes dones. El 2007, l'espectacle, 13 Rosas, va ser guardonat amb dos Premis Max de les Arts Escèniques, a la Millor Coreografia i al Millor Espectacle de Dansa.

### Filmografia
El 2004, Verónica Vigil i José María Almela van produir i dirigir el llargmetratge documental titulat Que mi nombre no se borre de la historia, en què s'analitzen i es narren els esdeveniments de les Tretze Roses explicats en primera persona per les seves companyes de militància. El 2007 va estrenar-se Las 13 rosas, dirigida per Emilio Martínez Lázaro basada en el llibre de Carlos López Fonseca i protagonitzada per Pilar López de Ayala, Verónica Sánchez i Nadia de Santiago. Va ser preseleccionada per l'Acadèmia del Cinema Espanyol com a possible candidata als premis Oscar de Hollywood, però va ser descartada en favor de L'orfenat.

### Homenatges

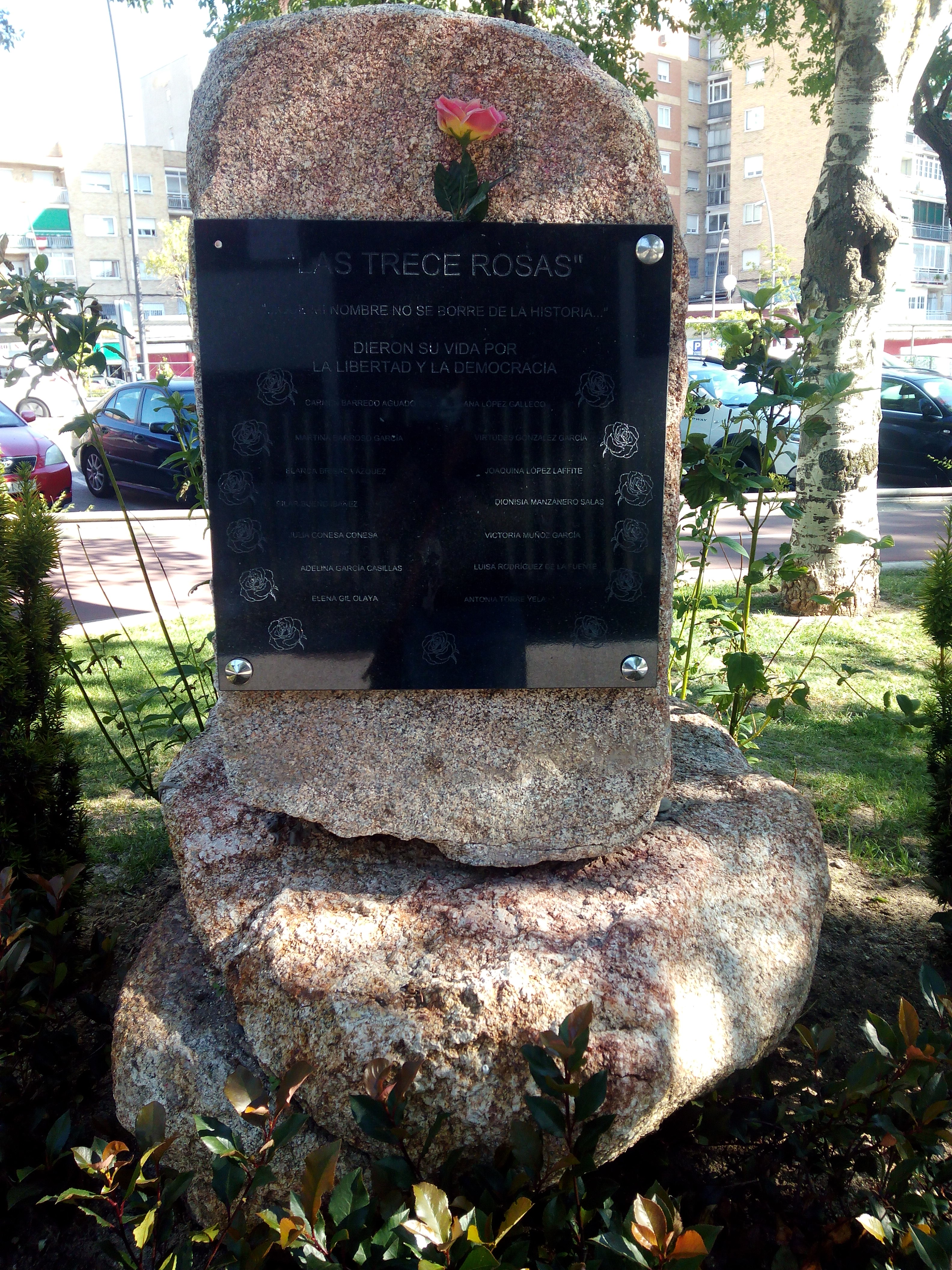
Monolit 'Las Trece Rosas' a Móstoles

A Barcelona, el Parc de les Tretze Roses, al nou barri de la Marina del Prat Vermell, porta el seu nom. El parc, ubicat a la zona on s'alçaven part de les antigues cases barates del barri, compta amb 21.000 m². Un faristol explica la història d'aquestes dones, la mort de les quals va servir d'advertiment per a qui volgués enfrontar-se a les noves autoritats.
La Fundació Trece Rosas, la Fundació Domingo Malagón, el PCE i diverses associacions de recuperació de la memòria històrica participen cada 5 d'agost en un homenatge a les Tretze Roses, que té lloc des de 1988, any en què es va col·locar la primera placa commemorativa a la tàpia del cementiri de La Almudena, en un punt proper al lloc on van esser afusellades.
El 2005 es va crear la Fundació Trece Rosas, amb dirigents històrics del PSOE i del PCE, que va presidir José Cepeda, amb l'objectiu d'aprofundir en la memòria històrica, la igualtat i la justícia social.
El maig del 2006 es va inaugurar a Getafe la Font de les Trece Rosas. Està situada a la confluència de les avingudes d'Espanya i de Juan de Borbón. Està composta per tretze grups de dolls d'aigua. Cadascun compta amb una escultura d'acer que simbolitza una vida truncada en la qual és inserida una rosa i el nom encastat de cadascuna de les tretze dones.
El 5 d'agost de 2009 es va commemorar el 70è aniversari de la seva mort al cementiri de La Almudena, on es va instal·lar una placa commemorativa en què, per primera vegada després de 70 anys de silenci, van aparèixer inscrits el nom i el cognom de les Tretze Roses. Avui, aquesta placa, al costat de la instal·lada el 1988 i recentment restaurada --totes dues instal·lades a la tàpia del cementiri de La Almudena--, configura el tribut del poble de Madrid a les dones que van ser víctimes d'aquella execució.
El 3 de novembre de 2009, el grup de rock Barricada va treure un disc titulat La tierra está sorda, en homenatge a les víctimes del franquisme, en què hi han dues cançons que recorden les Tretze Roses: Hasta siempre, Tensi i Pétalos.